# Хуан Міча
Хуан Міча Обьянг Бікоро або просто Хуан Міча (ісп. Juan Micha Obiang Bicogo / Juan Micha; нар. 28 липня 1975, Бата, Екваторіальна Гвінея) — гвінейський футболіст та тренер, виступав на позицію нападника.

## Кар'єра в збірній
У футболці національної збірної Гвінеї наприкінці 1990-х років — на початку 2000-х років.

## Кар'єра тренера
Після завершення кар'єри гравця розпочав тренерську кар'єру в Мадриді. Перебуваючи у «Фуенлабраді», де працював з Естебаном Беккером, якого він переконав очолити жіночу збірну Екваторіальної Гвінеї у 2012 році. Входив до тренерського штабу Беккера як у жіночій, так і в чоловічій національні збірні. До 2015 року також працював головним тренером дівочої збірної Екваторіальної Гвінеї (WU-17). У липні 2020 року висунув свою кандидатуру на посаду голови чоловічої збірної Екваторіальної Гвінеї після того, як француз Себастьєн Міньє залишив посаду вакантною. 23 вересня 2020 року Екваторіальногвінейська федерація футболу (ФЕГУІФУТ) призначила Хуана знову тренером дівочої збірної (WU-17). Президент Густаво Ндонг стане на боці (разом із Касто Нопо) у двох майбутніх офіційних матчах проти Лівії в листопаді. 29 жовтня 2020 року, оскільки Екваторіальна Гвінея на той час не мала офіційного головного тренера національної збірної, президент FEGUIFUT Густаво Ндонг запросив його на посаду виконувача обов'язків головного тренера (разом із Касто Нопо) у двох офіційних матчах листопада проти Лівії. Оскільки Нсаланг Насьональ виграв обидва поєдинки, ФЕГУІФУТ попросив його продовжити роботу на посаді, але фахівець спочатку хотів підписати контракт. 23 березня 2021 року підписав 1-річний контракт, щоб стати наступним головним тренером Екваторіальної Гвінеї. Через два дні його команда перемогла Танзанію і вийшла на Кубок африканських націй 2021 року.